# Higijenski papir
Higijenski papir ili sanitarni papir se u ukupnoj proizvodnji industrije papira relativno malo proizvodi, ali njihova se upotreba u zadnje vrijeme mnogo povećala. Osim toaletnog papira, proizvode se danas i mnoge vrste sanitarnog papira, koje kao materijal u različitim područjima primjene potiskuju tekstil (papirnati ručnici, maramice, ubrusi, stolnjaci, krevetne presvlake u bolnicama).
Od higijenskih papira ističu se: 
- papir za ubruse, od kvalitetnih vlakana, čvrst i u mokrom stanju, pogodan za tisak i mehaničko utiskivanje različitih površinskih oblika;
- toaletni papir, zajednički naziv za papirne rupčiće, pelene, paketiće i kolute toaletnoga papira i slično, koji se odlikuju mekoćom, elastičnošću i velikom moći upijanja.[2]

## Toaletni papir
Toaletni papir je bezdrvni ili srednjefini, mekani, upijajući papir, katkada i krep papir, gramature od 40 do 60 g/m2.